# Alsbach-Hähnlein
Alsbach-Hähnlein er en kommune i Kreis Darmstadt-Dieburg i den tyske delstat Hessen. Den har partnerbyerne:
- Crinitzberg, Tyskland siden 1991
- Diósd, Ungarn siden 1989

## Kommunalvalg 2011
| Parti                                              | Procent |
| -------------------------------------------------- | ------- |
| Initiative Umweltschutz Hähnlein Alsbach Sandwiese | 33,7    |
| CDU                                                | 29,3    |
| SPD                                                | 25,6    |
| Freie Wähler Alsbach-Hähnlein                      | 11,4    |